# Kyle Orton
Pour les articles homonymes, voir Orton.
(en) Statistiques sur pro-football-reference
Kyle Raymond Orton, né le 14 novembre 1982 à Altoona dans l'Iowa, est un joueur américain de football américain évoluant au poste de quarterback.

## Biographie

### Carrière universitaire
Étudiant à l'université Purdue, il a joué pour les Boilermakers de Purdue de 2001 à 2004.

### Carrière professionnelle

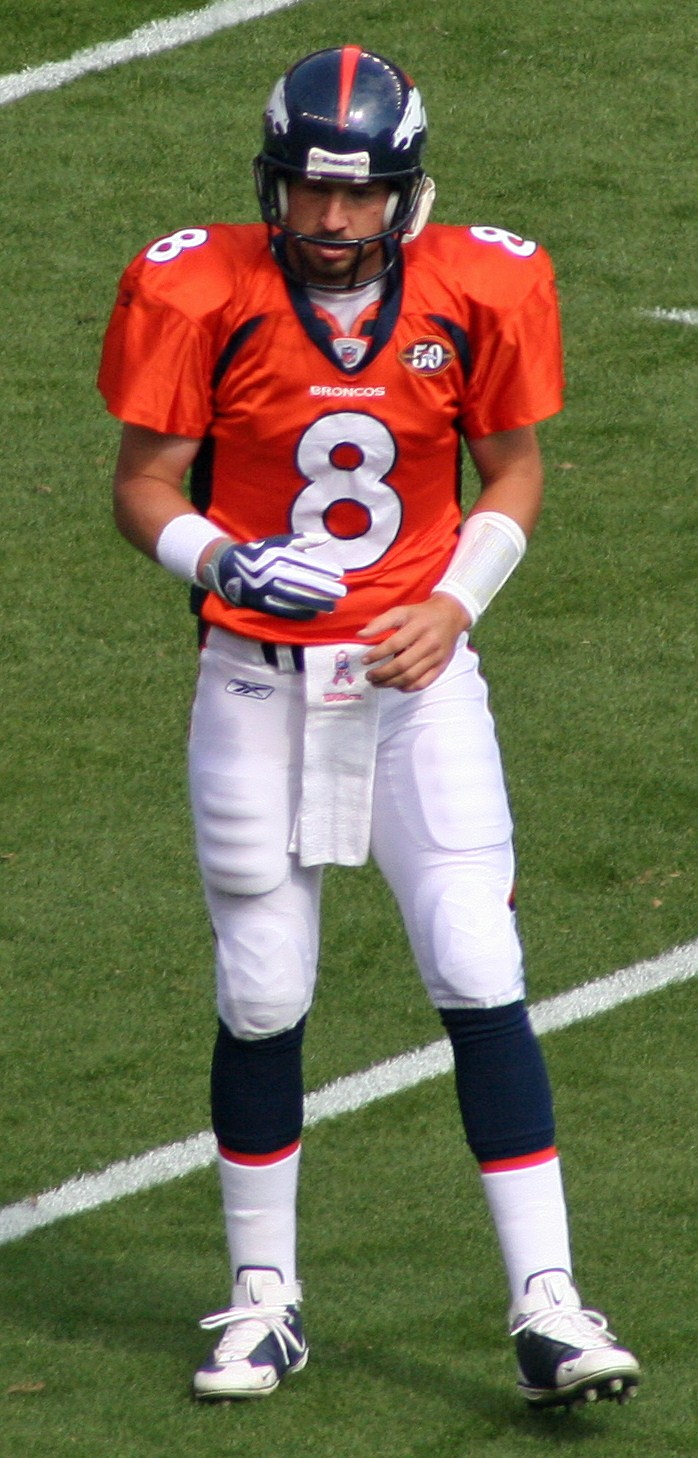
Kyle Orton.

Lors de la draft 2005 de la NFL, il est sélectionné à la 106e place (4e tour) par les Bears de Chicago.
En 2009, il est échangé contre Jay Cutler aux Broncos de Denver. Libéré à la moitié de la saison 2011 à la suite de résultats médiocres et d'une concurrence en sa défaveur avec Tim Tebow, il finit la saison avec les Chiefs de Kansas City, à la suite de la blessure de Matt Cassel.
De nouveau libéré à l'issue de la saison, il signe en 2012 avec les Cowboys de Dallas, afin de devenir la doublure de Tony Romo.
En 2014, il signe aux Bills de Buffalo. Remplaçant de E. J. Manuel en début de saison, il remplace ce dernier dès la 5e semaine et devient le quarterback titulaire des Bills pour le restant de la saison.
Il annonce sa retraite sportive le 29 décembre 2014, après 11 saisons dans la NFL.

## Statistiques
| Année              | Équipe                | MJ                 |         | Passes   | Passes | Passes | Passes | Passes | Passes | Passes  |       | Courses | Courses | Courses | Courses |
| Année              | Équipe                | MJ                 | Tentées | Réussies | Pct.   | Yards  | TD     | Int.   | Éval.  | Tentées | Yards | Moy.    | TD      |         |         |
| 2005               | Bears de Chicago      | 15                 | 368     | 190      | 51,6   | 1 869  | 9      | 13     | 59,7   | 24      | 44    | 1,8     | 0       |         |         |
| 2006               | Bears de Chicago      | 0                  | -       | -        | -      | -      | -      | -      | -      | -       | -     | -       | -       |         |         |
| 2007               | Bears de Chicago      | 3                  | 80      | 43       | 53,8   | 478    | 3      | 2      | 73,9   | 5       | -1    | -0,2    | 0       |         |         |
| 2008               | Bears de Chicago      | 15                 | 465     | 272      | 58,5   | 2 972  | 18     | 12     | 79,6   | 24      | 49    | 2       | 3       |         |         |
| 2009               | Broncos de Denver     | 16                 | 541     | 336      | 62,1   | 3 802  | 21     | 12     | 86,8   | 24      | 71    | 3       | 0       |         |         |
| 2010               | Broncos de Denver     | 13                 | 498     | 293      | 58,8   | 3 653  | 20     | 9      | 87,5   | 22      | 98    | 4,4     | 0       |         |         |
| 2011               | Broncos de Denver     | 5                  | 155     | 91       | 58,7   | 979    | 8      | 7      | 75,7   | 5       | 17    | 3,4     | 0       |         |         |
| 2011               | Chiefs de Kansas City | 4                  | 97      | 59       | 60,8   | 779    | 1      | 2      | 81,1   | 6       | -4    | -0,7    | 0       |         |         |
| 2012               | Cowboys de Dallas     | 1                  | 10      | 9        | 90     | 89     | 1      | 0      | 137,1  | -       | -     | -       | -       |         |         |
| 2013               | Cowboys de Dallas     | 3                  | 51      | 33       | 64,7   | 398    | 2      | 2      | 85,3   | 1       | 8     | 8       | 0       |         |         |
| 2014               | Bills de Buffalo      | 12                 | 447     | 287      | 64,2   | 3 018  | 18     | 10     | 87,8   | 15      | 14    | 0,9     | 1       |         |         |
| Totaux en carrière | Totaux en carrière    | Totaux en carrière | 2 712   | 1 613    | 59,5   | 18 037 | 101    | 69     | 81,2   | 126     | 296   | 2,3     | 4       |         |         |